# Haplogrupo R1a (ADN-Y)
O haplogrupo R1a é o nome filogenético de um clado importante das linhagens do cromossomo Y humano. Em outras palavras, ele é uma forma de agrupar uma parte significante de todos os homens modernos de acordo com uma linha ancestral masculina comum. Ele é comum em muitas partes da Eurásia e é frequentemente tratado na genética populacional e na genealogia genética. Um sub-clado (ramo) do R1a, atualmente designado R1a1a, é muito mais comum que os demais em todas as regiões geográficas principais. O R1a1a, definido pela mutação polimorfismo de nucleotídeo simples M17, é especialmente comum numa grande região que se estende do sul da Ásia e sul da Sibéria à Europa central e Escandinávia.
Atualmente, a família R1a é definida de modos mais amplos pela mutação PNS M420. A recente descoberta do M420 resultou na reorganização da conhecida árvore genealógica do R1a, em particular estabelecendo um novo paragrupo (designado R1a*) para linhagens que não estão no ramo R1a1 que leva ao R1a1a.
Acredita-se que o R1a e o R1a1a tenham se originado em algum lugar da Eurásia, mais provavelmente na região entre o leste da Europa e o sul da Ásia. Os estudos mais recentes indicam que o sul da Ásia é uma região mais provável de origem que a Europa. O haplogrupo R1a é provavelmente mais recente que 16.500 a.C.

## Fatos interessantes
Artem Lukichev  levou animação  baseado em Bashkir épico sobre os Urais, que descreveu a história dos clusters do haplogrupo R1: R1a e R1b.
1. ↑  Youtube: watch?v=wMBuo7JHesg About R1a and R1b from Ural epic story. Artem Lukichev (c)